# モーニングコート

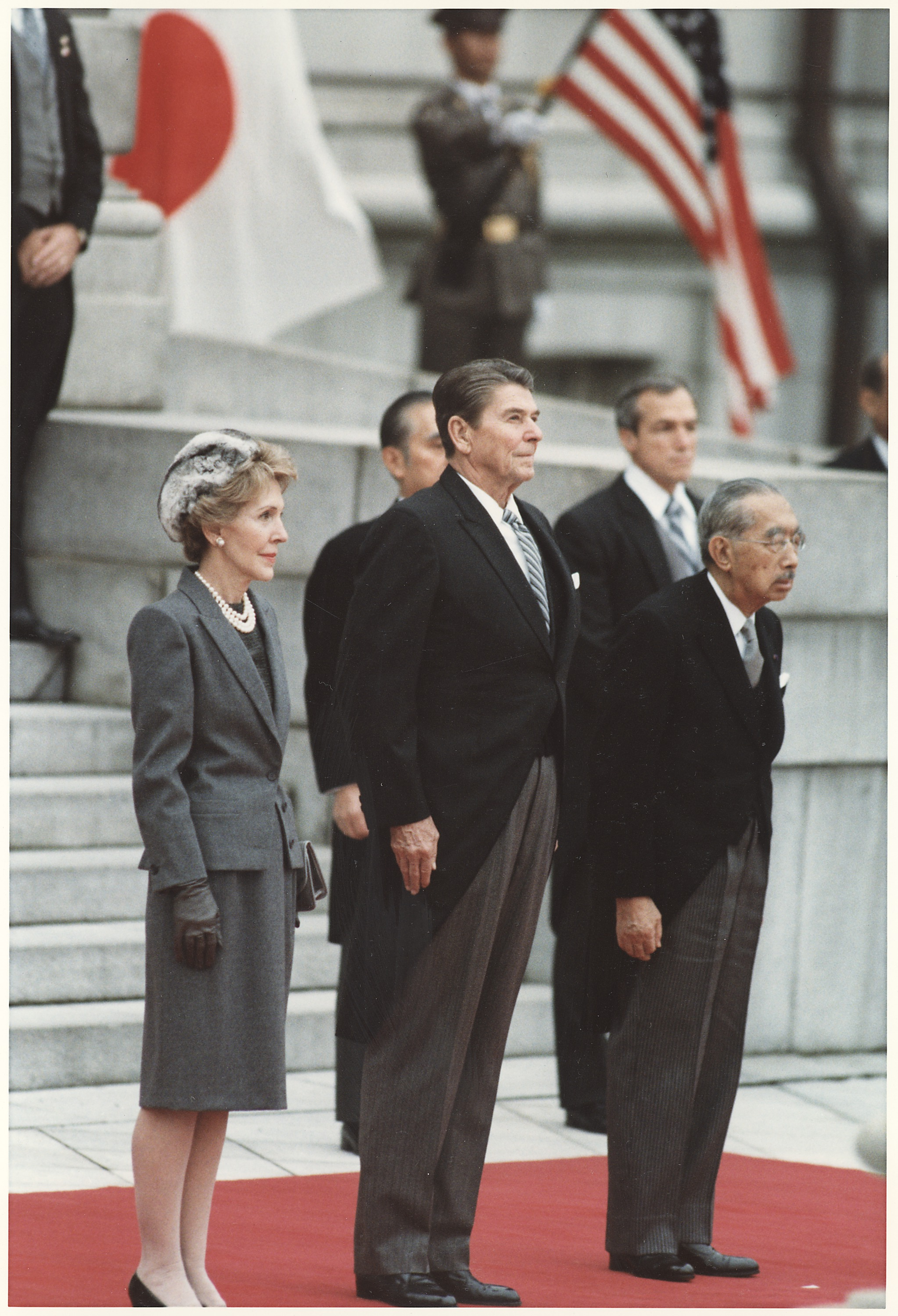
モーニングコート着用の昭和天皇とロナルド・レーガン米国大統領

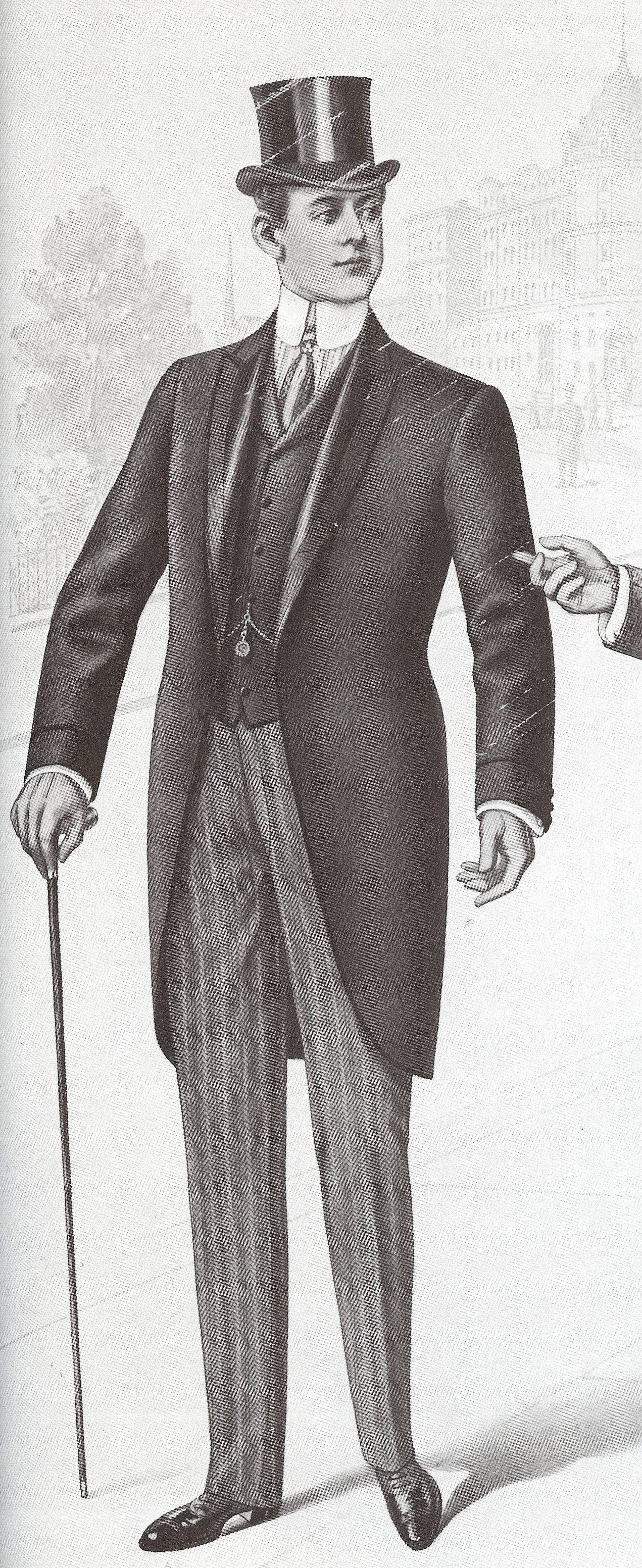

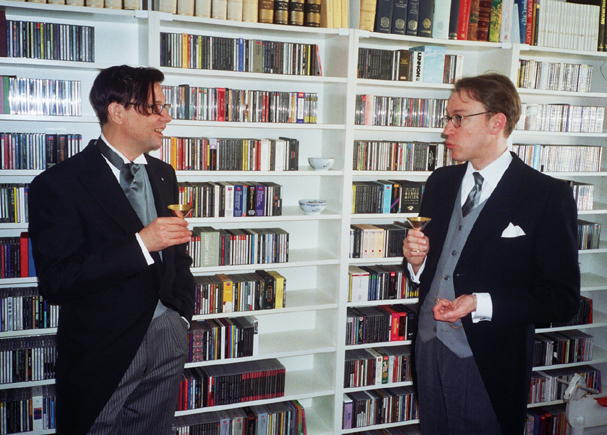
モーニングコートを着用した男性、グレイのウェストコートが見える

モーニングコート（英: morning dress）は男性の昼の最上級正装の一つ。カット・アウェイ・フロックコート（英: Cut-away Frock Coat）とも言う。なお英語本来の morning coat は上着のみを指す。

## 概要
乗馬用に前裾を大きく斜めに切った形状（カットアウェイ）で、18世紀のイギリス貴族の乗馬服に由来する。シングルブレストなので、来歴の系統は燕尾服やフロックコートとは別と考えられており、燕尾部分の切り落とされたものが現在の背広となったとされている。
貴族が朝の日課である乗馬の後、そのまま宮廷に上がれるようにとのことから礼服化して、19世紀には公式な場でも現在の背広の様に着用されるようになった。コートユニフォーム（日本の大礼服に相当する宮廷服）やフロックコートが廃れて行くに従い、昼間の最上級礼装とされるようになった。しかし現代のイギリスのチャールズ3世が組閣の任命をする場合、男性首相は背広型スーツでバッキンガム宮殿を訪れる。
日本では、内閣総理大臣・最高裁判所長官の親任式、認証官任命式の際や、信任状捧呈式、勲章親授式等で宮中に参内するときなどに使用される。ただし、昼間においても特別な盛儀の場合や、勲章親授式のうち大綬章（大勲位菊花大綬章、桐花大綬章、旭日大綬章、瑞宝大綬章）を授与する場合には、モーニングコートではなく燕尾服が着用されることがある。また逆に、親任式などは、夜間に行われるときもモーニングコートを着用することが慣わしである。その他、結婚式での新郎や新郎新婦の父、卒業式での学校長、各種式典での主催者代表や主賓が着用することもある。
以下の構成は結婚式の場合の一例であるが、イギリスのドレスコードは日本の宮中と違い流行等の変化も取り入れられ、ロイヤルウェディングやロイヤルアスコット開催のロイヤルエンクロージャー（競馬一般観客席以外）のモーニングコートでは上着・帽子にグレー、ワイシャツ・ネクタイに色・柄物、アスコット・タイ、クレリックシャツ、ベストにグレー・イエロー・ピンクも使われている。日本でも三笠宮寬仁親王が園遊会でグレーのモーニングコートを着用していた一方、日本の親任式では、紐付の黒靴が慣例となっている。
ウィーンフィル・ニューイヤーコンサートの楽団員の服装。

## 構成
「女王陛下の仕立屋ハーディ・エイミス」は、結婚式に於ける正統な着こなしについて自著で述べている。
上着
前裾が斜めにカットされており、襟はピークドラペルで前合わせはシングルブレスト。色は一般的に黒。
乗馬服がモーニングコートへと変化していった頃の1780年に描かれた肖像画には、2コのカフスボタンが確認できる。エイミスは、カフスボタンは無くした方がよいと考えているが、実際は未だに残っていると述べている。
後ろ身頃のウエストラインから裾にかけて長いフックベンツが入る。
コールズボン
賢い男性は、オールシーズンで使える軽めのグレーの生地を選択する。
ウェストコート
ワイシャツ
糊の効いた白のターンダウンカラー。生地は白にしない方が白のカラーが映える。
ネクタイ
プリントではなく、織物で最高級のシルク。
ポケットチーフ
シルク。ネクタイの色に合わせる。
帽子
トップハット。寸法には注意するべし。グレーのものは下手すると「オランダのどこか片田舎のホテルのドアマン」に見える。黒のシルクがよい。
宝飾品
昼間は宝石を絶対に使わないでほしい。
靴
ブーツがふさわしいが、地味な黒の革靴でも可。

### 通例
文化出版局の服飾辞典による一般的な装い。
- 上着
  - 前部はウエストまでシングルブレストでボタン１つがけ、後部は膝丈で後ろ身頃にウエストラインから裾にかけての長いフックベントが入る。生地はカシミア、ドスキン、バラシアなどを用いる。
- ウェストコート
  - 上着を同素材かまたはグレイで、シングルブレストの５つボタンか６つボタン、またはダブルブレストの３つボタン。
- コールズボン
  - 黒とグレイのストライプ。
- ワイシャツ
  - 白で、襟はウィングカラーまたはダブルカラー。
- ネクタイ
  - グレイの無地、黒のストライプ、不祝儀には黒、特別正装にはアスコットタイ。